# Kalpetranquarzit

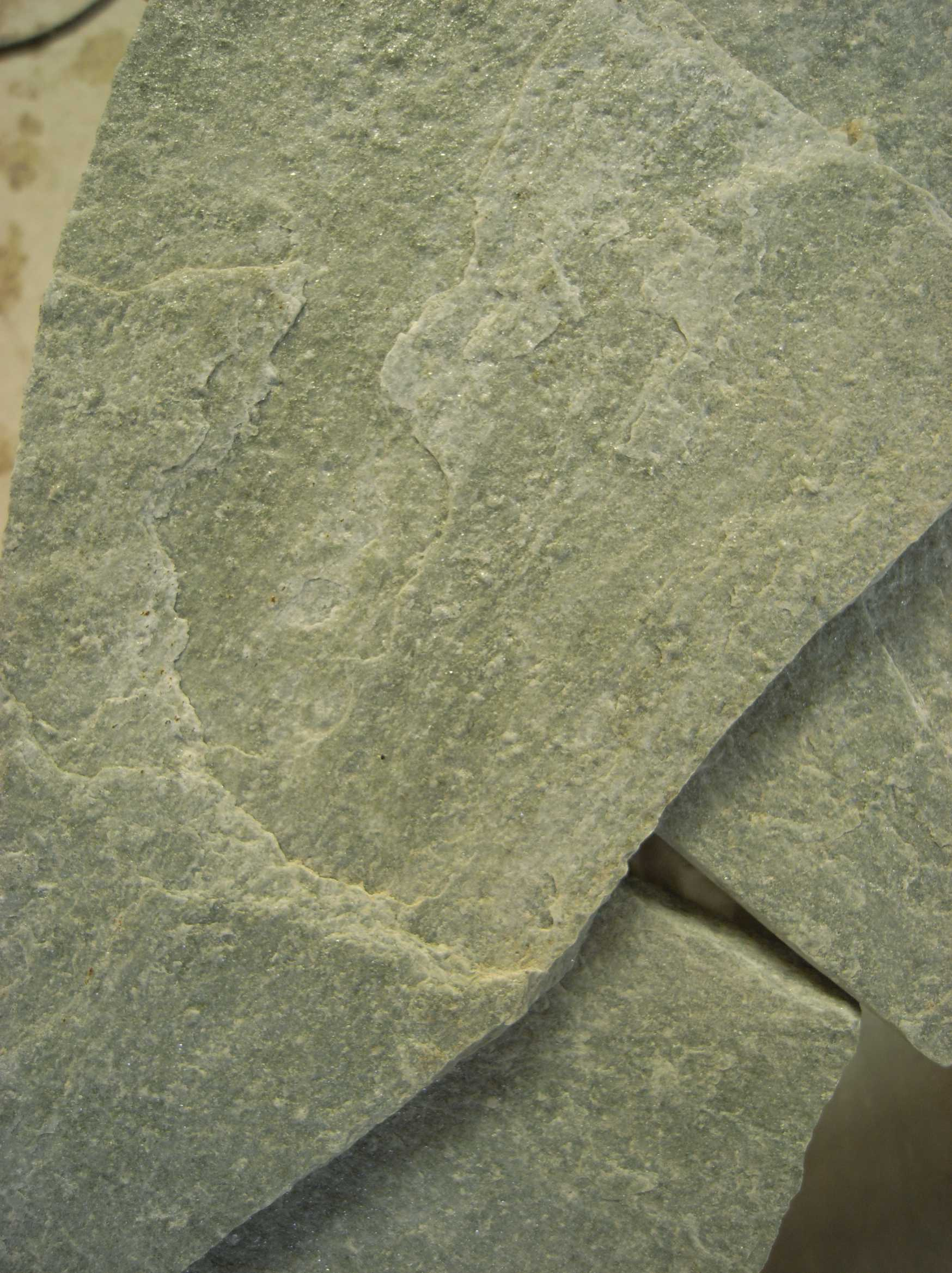
Quarzitplatten aus der Region St. Niklaus-Embd mit Blick auf die Spaltflächen

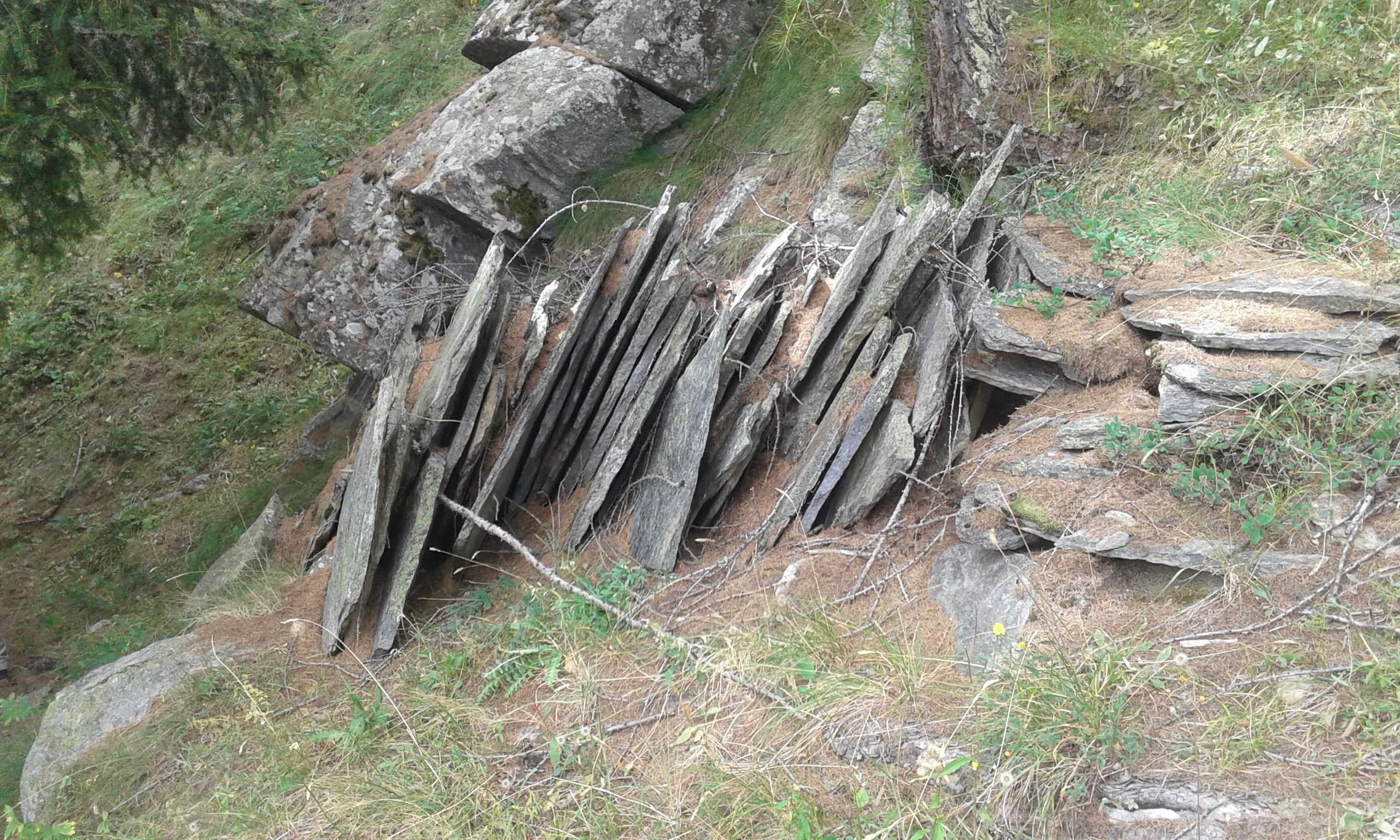
Dachplatten oberhalb Lerchji, das auf 1'798 m ü. M. oberhalb St. Niklaus Dorf liegt.

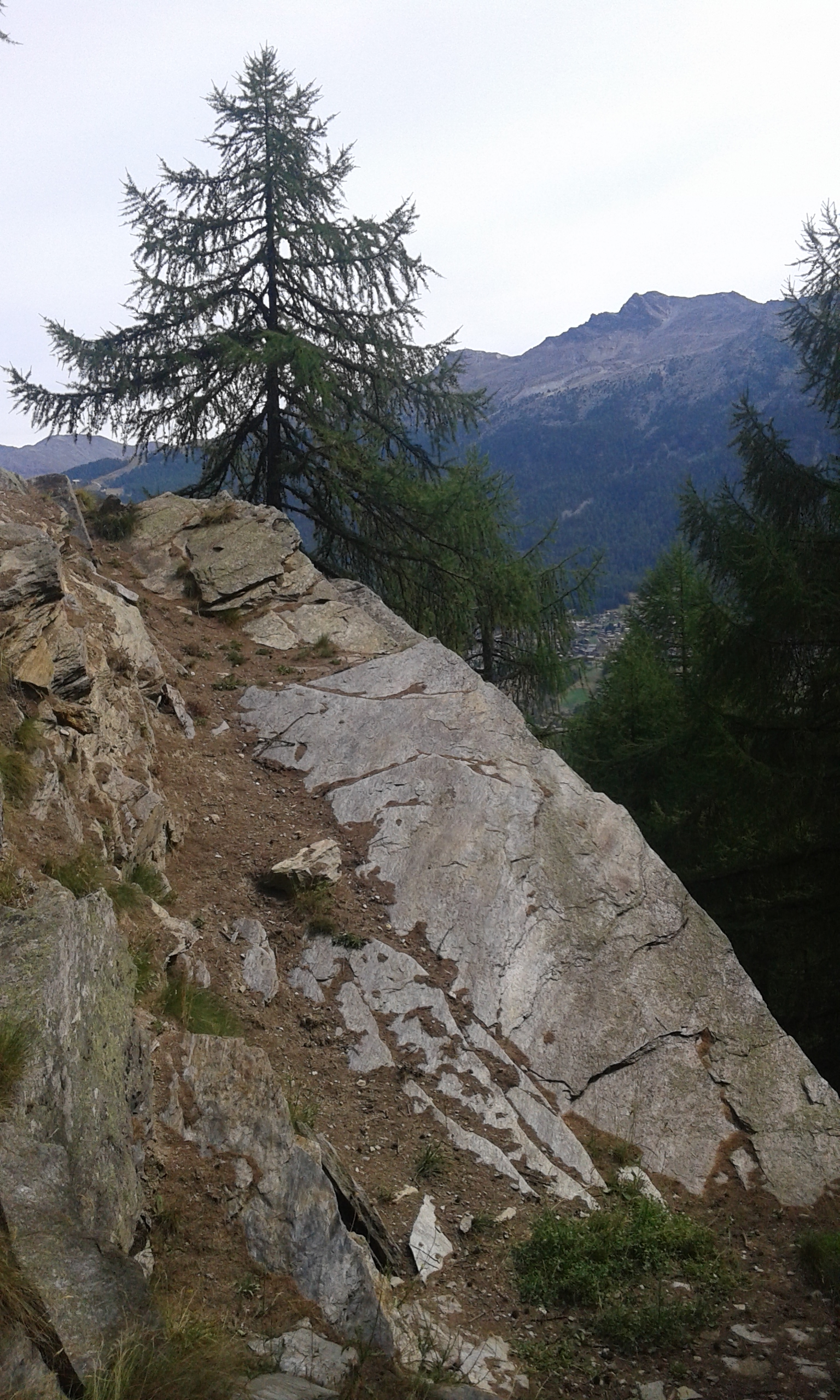
Tageabbaustelle der Dachplatten oberhalb Lerchji, im Hintergrund Grächen.

Der Kalpetranquarzit, auch Walliser Quarzit, Grüner Walliser Quarzit und mitunter St. Niklaus Quarzit genannt, ist ein hellgrüner Naturstein aus dem Schweizer Kanton Wallis.
Im gesamten Mattertal bis nach Zermatt war die plattig spaltende Varietät des Quarzits bedeutend als Material für die Dacheindeckung. Heute gehört der Abbau von Naturstein für die Bedachung im gesamten Wallis grösstenteils der Vergangenheit an. Der kommerzielle Abbau des Quarzites zu diesem Zweck, der auf dem Gebiet der Gemeinden St. Niklaus und Embd erfolgte, konnte sich bis zur Einstellung des Betriebs im Jahr 2005 relativ lange halten. Namensgebend für den Kalpetranquarzit ist der Bahnhof von Kalpetran im Mattertal, auf dem der Quarzit verladen bzw. wo die Waggons mit anderswo verladenem Quarzit abgefertigt wurden.

## Aussehen, Eigenschaften und geologischer Kontext
Im unteren Teil der Westflanke des Mattertals streichen von St. Niklaus bis Embd Quarzite mit einer Mächtigkeit von 4 bis 10 Metern mehr oder weniger hangparallel aus. Sie sind Teil einer Abfolge von Metasedimenten, deren Protolithe karbonischen bis triassischen Alters sind. Der Protolith des Quarzites wurde im späten Perm oder in der frühen Trias abgelagert, die Metamorphose erfolgte im Zuge der Alpenentstehung. Tektonisch befindet sich die Abfolge in der Bernhard-Decke, die dem Mittelpenninikum zugeordnet wird.
Wie für Quarzite allgemein typisch, besteht das Gestein hauptsächlich aus Quarz. In geringeren Anteilen enthält es Feldspat und die Hellglimmervarietät Phengit. Des Weiteren finden sich schwarze, nadelförmige Turmalinkristalle. Das augenfälligste Merkmal des Quarzits ist seine hellgrüne Farbe als Folge der Beimischung des Glimmers, was ihm eine gewisse Ähnlichkeit mit Gletschereis verleiht. Nur in einem ganz bestimmten Intervall der Quarzitschicht ist der Glimmeranteil gerade so hoch, dass sich einerseits das Gestein in relativ dünne Platten spalten lässt und dass es andererseits eine noch ausreichend hohe Festigkeit besitzt, um als Werkstein dienen zu können.

## Geschichte

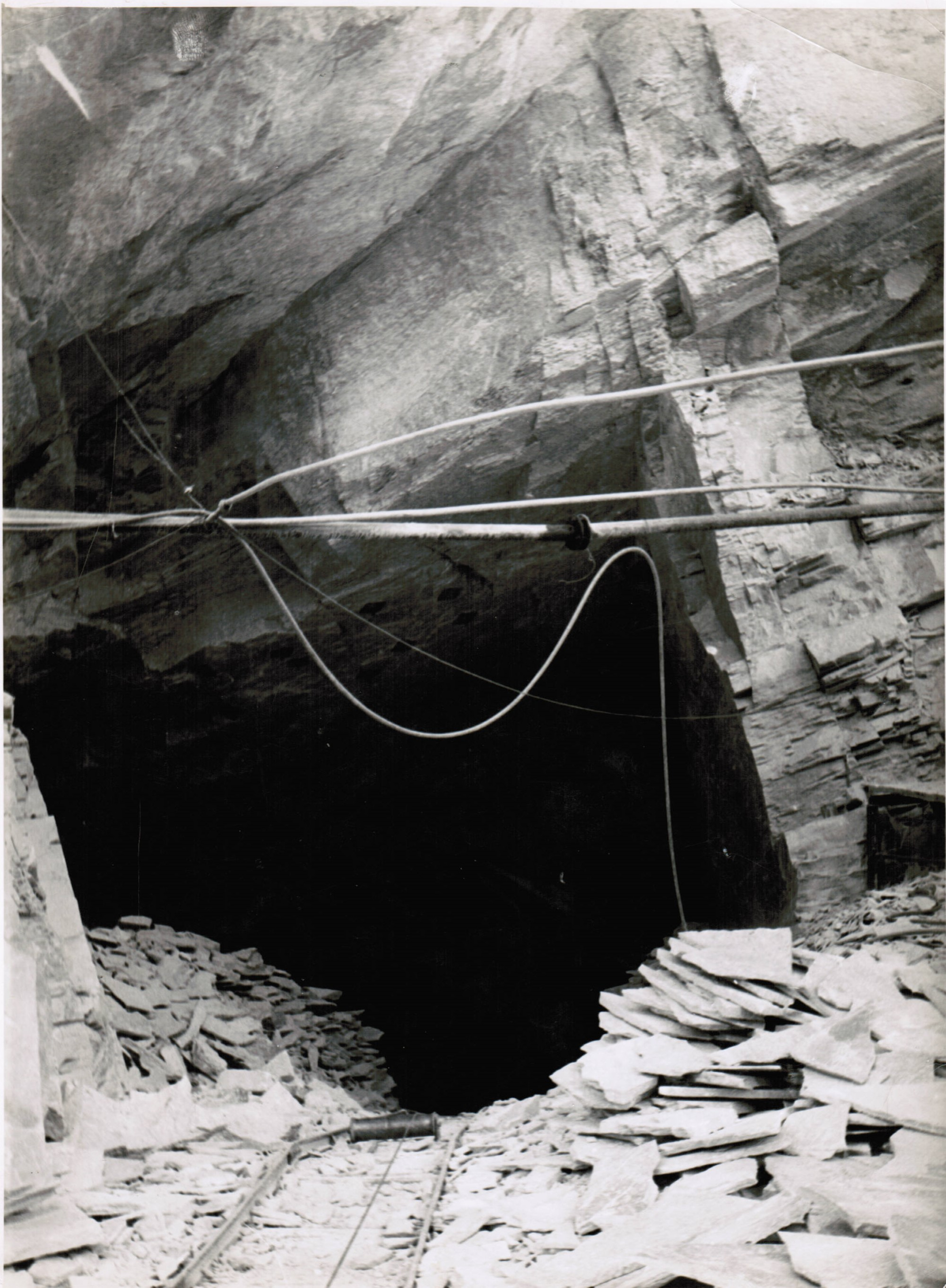
Einer der mehreren Eingänge zu den Stollen der Quarzitplattenbrüche Lochmatter zum Untertageabbau. Sichtbar sind auch die Schmalspurschienen.

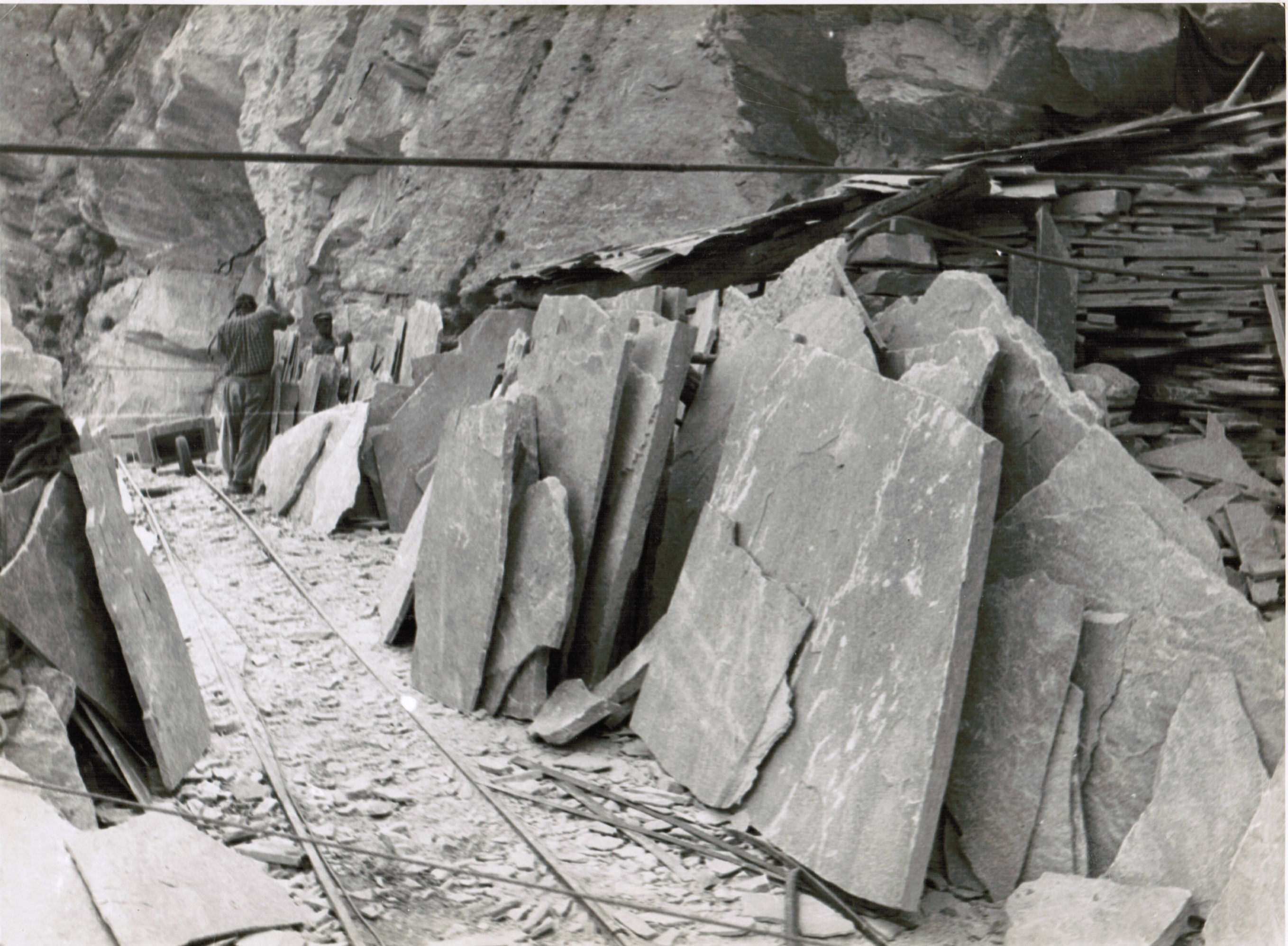
Spalten der Quarzitblöcke in Platten vor den Stolleneingängen der Quarzitplattenbrüche Lochmatter. Sichtbar sind wiederum die Schmalspurschienen.

Schon von alters her wurden im Wallis Steinplatten für die Bedachung der Gebäude verwendet. Johannes Stumpf vermerkte in seinem 1544 erschienenen Reisebericht, dass die „… tächer der gebeuwen gemeinlich mit gespaltnen steinen und platten bedeckt“ sind.
Der kommerzielle Abbau des Quarzites im Mattertal begann jedoch erst im Jahre 1929 durch die St. Niklauser Bergführer Adolf Pollinger (1898–1980) und Franz Josef Biner (1893–1967). Sie begründeten damit gleichzeitig den kommerziellen Abbau auf dem Gebiet der Gemeinde St. Niklaus. Am 2. Dezember 1934 wurde erstmals eine Abbaukonzession von der Gemeinde vergeben. Erworben wurde sie seinerzeit vom Genfer Bauunternehmen Dumarest Eckert, woraufhin eine Kooperation zwischen diesem Unternehmen und dem Abbaubetrieb Pollingers zustande kam.
Am 23. April 1944 erwarben die St. Niklauser Bergführer und Bauunternehmer Erwin Lochmatter (1911–1987) und Ulrich Imboden (1911–1988) die neue Konzession von der Gemeinde St. Niklaus. Lochmatter übernahm die St. Niklauser Steinbrüche und leitete deren Betrieb, während Imboden sich auf die Leitung des Bauunternehmens konzentrierte. Am 24. Oktober 1954 verlängerte die Gemeinde St. Niklaus die Abbaukonzession von Lochmatter und Imboden, wobei Imboden noch am 11. November des gleichen Jahres sein Konzessionsrecht an Lochmatter abtrat und Abbaubetrieb und Bauunternehmen nunmehr vollständig voneinander getrennt waren. Am 16. März 2005 ereignete sich ein schwerer Unfall in den Quarzitplattenbrüchen der Firma Lochmatter auf dem Gebiet der Gemeinde St. Niklaus, bei dem der damalige Steinbruchsbesitzer Walter Lochmatter (1940–2005), ein Sohn des Firmengründers Erwin, und sein Vorarbeiter tödlich verunglückten. Seither ruht der Quarzitabbau sowohl in St. Niklaus als auch im gesamten Mattertal, da es sich um die einzigen noch aktiven Brüche im Tal handelte.
Im Jahre 1945 beginnt mit dem Erwerb der Abbaukonzession durch Erwin Lochmatter die Geschichte des kommerziellen Quarzitabbaus auf dem Gebiet der Gemeinde Embd, die talabwärts an die Gemeinde St. Niklaus grenzt. 1955 gingen Konzession und Steinbrüche im Raum Nigguflüe-Milacher-Embdbach an die Familie Biner über. Der St. Niklauser Bergführer Anton Biner (1926–1996), ein Sohn von Franz Josef Biner, der sich noch vor Übergang der Konzession für die St. Niklauser Brüche an Lochmatter und Imboden von seinem Compagnon Pollinger getrennt hatte, war der letzte Betreiber der Embder Brüche. Seit dem Jahre 1993 ruht dort der Quarzitabbau.
In der ersten Generation waren über 60 Mitarbeiter in den Quarzitplattenbrüchen der Firma Lochmatter beschäftigt. In der zweiten Generation sank die Zahl im Zuge einer zunehmenden Technisierung des Abbaubetriebes auf rund 20 Mitarbeiter. Zwar wird aktuell kein Quarzit mehr im Mattertal abgebaut, jedoch werden Quarzitplatten aus der Region für die Erhaltung des Ortsbildes in vielen historischen Dorfkernen des Wallis potenziell weiterhin benötigt.

## Lage der Quarzitbrüche

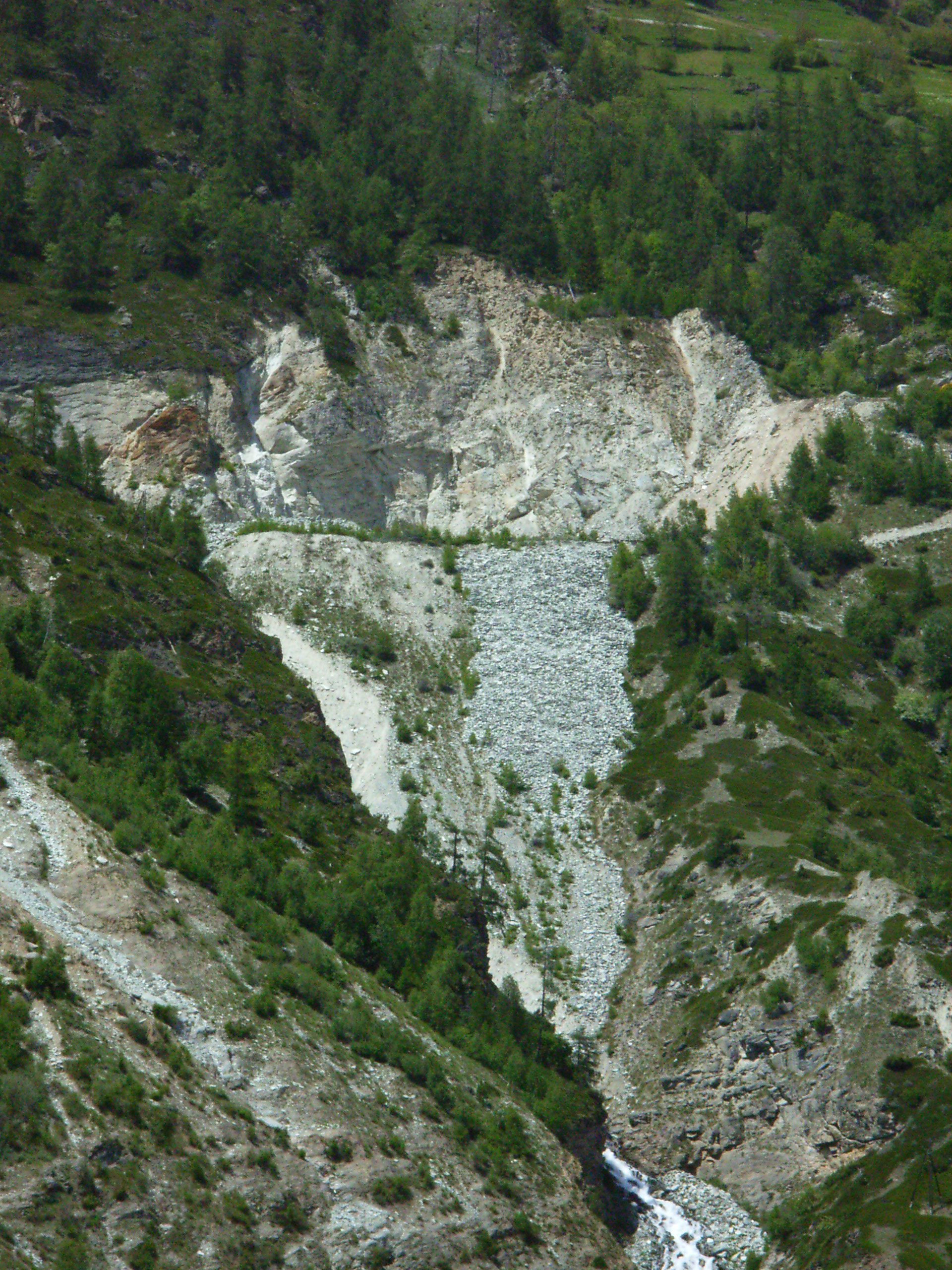
Steinbruch bei Embd

Die Quarzit-Steinbrüche von St. Niklaus („Quarzitplattenbrüche Lochmatter“) befinden sich im Norden der gleichnamigen Gemeinde am unteren linken Talhang auf etwa 1300 m ü. M. oberhalb von Kipfen („Chipfe“) zwischen der Bergegga („Bärgegga“), einer Geländekerbe, die rund 2,5 km nördlich des Dorfes St. Niklaus die untere linke Talflanke hinaufzieht, und dem Tal des Embdbaches, der die Grenze zwischen den Gemeinden St. Niklaus und Embd markiert (46° 12′ 23″ N 7° 49′ 12″ E). Es handelt sich nicht um typische Steinbrüche, denn der Abbau des Quarzites erfolgte untertägig. Die Gesteinsschichten fallen dort mit rund 40 Grad nach Westen ein. Das etwa zwei bis drei Meter mächtige Intervall mit plattig spaltbarem Quarzit wurde vom Ausbiss am Hang in den Berg hineinverfolgt, sodass bis zu 600 Meter lange, nach Westen abfallende Stollen entstanden. Aufgrund ihrer steilen Hanglage besitzen die St. Niklauser Quarzitbrüche keinen direkten Strassenanschluss, was unter europäischen Steinbrüchen sehr selten ist. Die Steinbrucharbeiter wurden deshalb von Kipfen aus mit einer Personenseilbahn vom untersten Teil des Hanges der rechten Talseite, wo auf rund 1000 m ü. M. die Talstrasse verläuft, zu den Steinbrüchen am linken Talhang auf 1300 m ü. M. gebracht. Die Quarzitplatten wurden über mehrere Seilbahnen zu einer eigenen Verladestation, Kipfen (Ladegleis I7II), an der Brig-Visp-Zermatt-Bahn transportiert, die sich unterhalb der Strasse auf rund 920 m ü. M. am rechten Ufer der Vispa südwestlich des Bahnhofs Kalpetran befand.
Das zweite Areal, in dem der Quarzit des Mattertals kommerziell abgebaut wurde, befindet sich talabwärts von St. Niklaus auf dem Gebiet der Gemeinde Embd, nordöstlich des Embdbaches. Die Brüche befinden sich am Wäng, rund 700 m südöstlich des Dorfes Embd, am südwestlichen Rand der Gemeinde unmittelbar an der Ostflanke des Tals des Emdbaches auf etwa 1200 m ü. M. (46° 12′ 37″ N 7° 49′ 19″ E). Sie sind über einen Zufahrtsweg von Embd aus erreichbar. Im Gegensatz zu den St. Niklauser Brüchen wurde hier der Quarzit auch über Tage abgebaut. Allerdings war nur das untertägig abgebaute Gestein in Aussehen und Qualität mit dem aus den St. Niklauser Brüchen vergleichbar. Verladen wurde der Quarzit aus den Embder Brüchen auf dem Bahnhof Kalpetran (896,7 m ü. M.).
Die beiden Ladegleise oberhalb („Quarzitplattenbrüche Lochmatter“) und unterhalb der Kipfen-Brücke wurden 1961 bzw. 1963 eingerichtet. Das obere Ladegleis war noch bis zum Ende des Abbaus im Jahre 2005 in Betrieb.

## Abbau und Verwendung

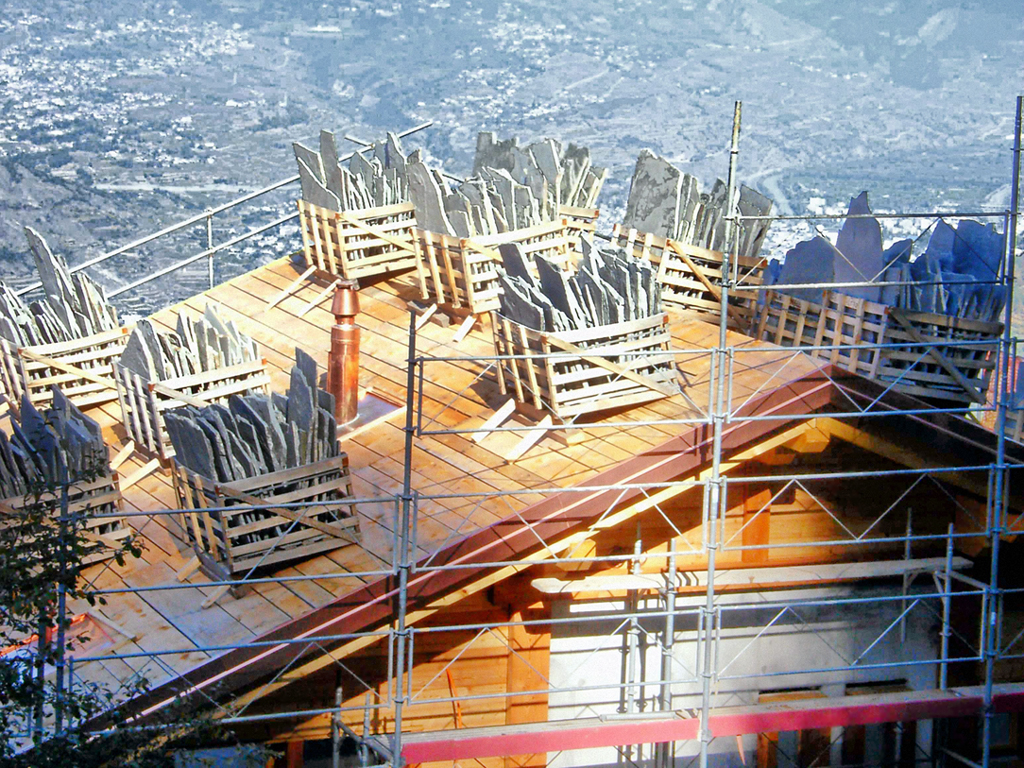
Baustelle mit für die traditionelle Dacheindeckung bereitgestellten Quarzitplatten aus der Region St. Niklaus-Embd

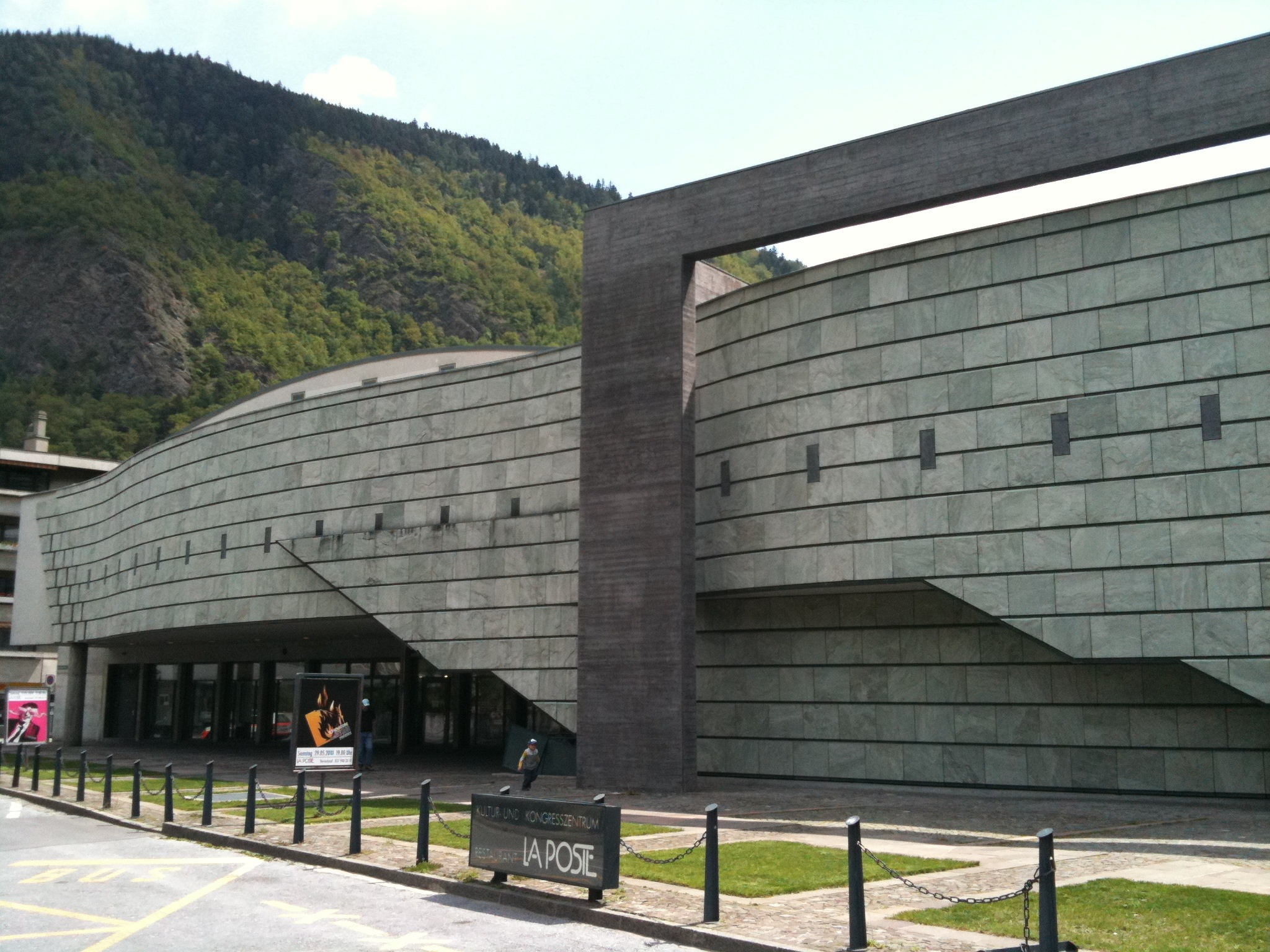
Fassade des Kultur- und Kongresszentrums La Poste des Bezirkshauptorts Visp, verkleidet mit dem grünen Quarzit aus St. Niklaus-Embd

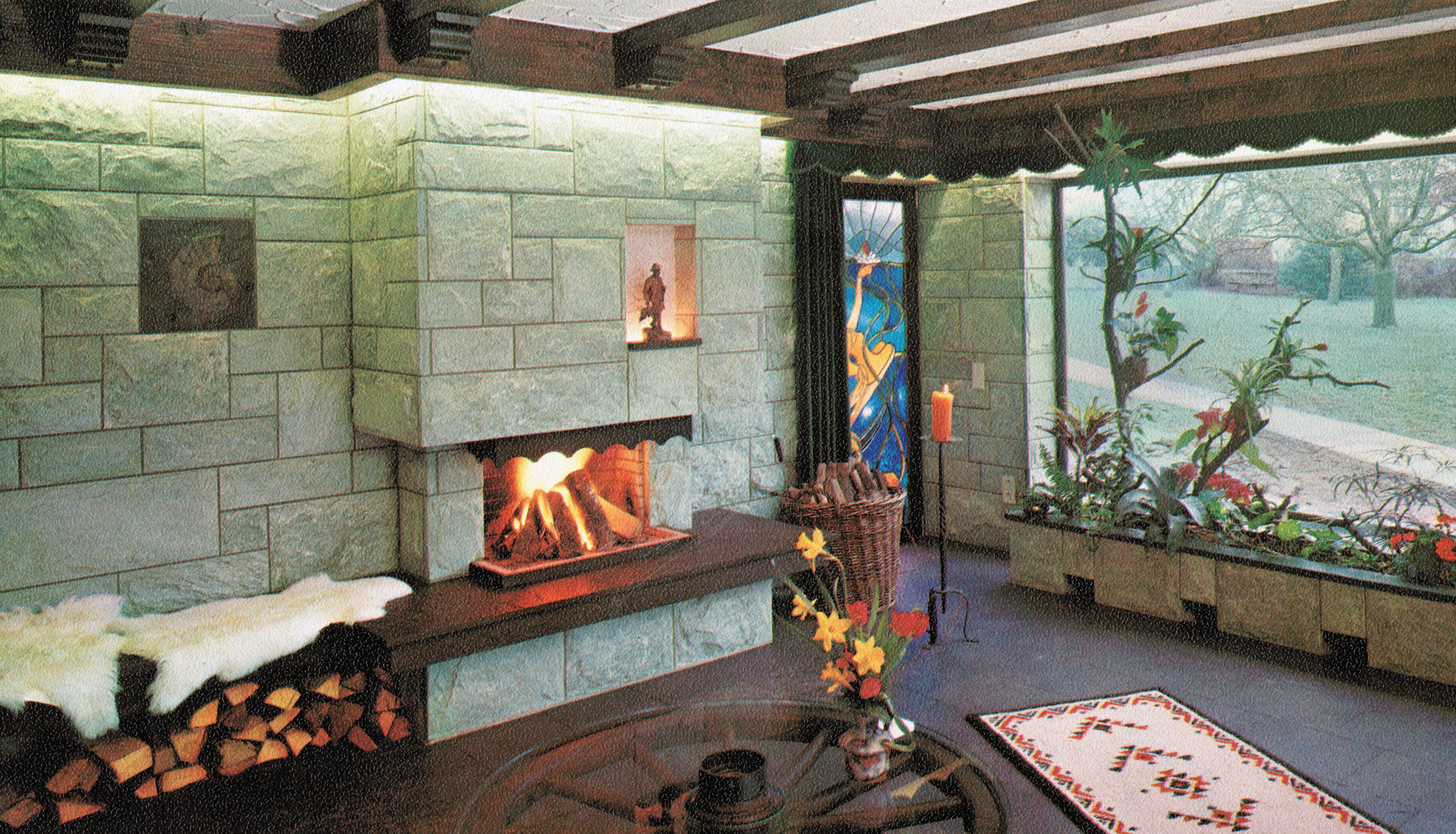
Grüner Quarzit aus St. Niklaus als Wandverkleidung

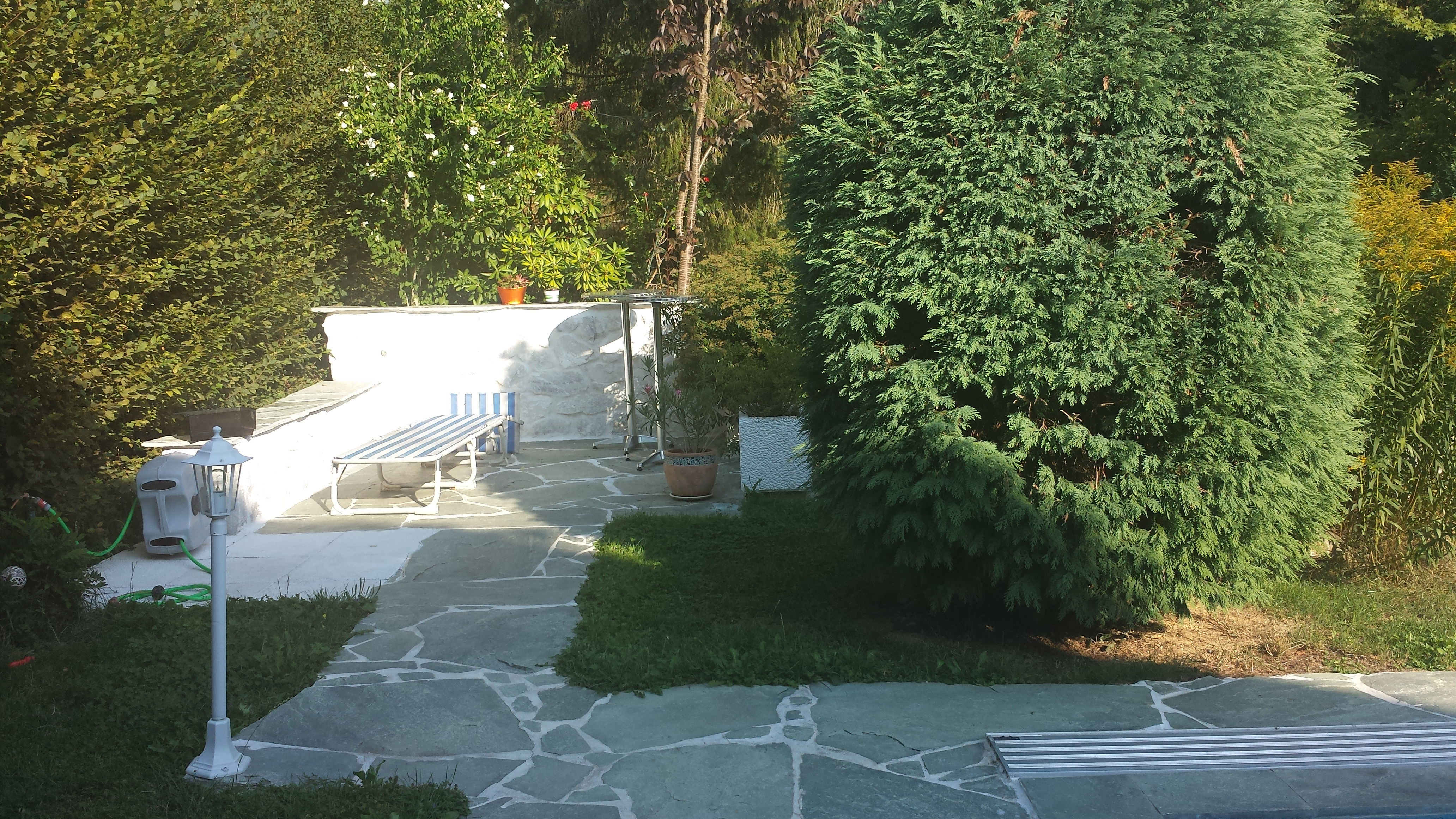
Grüner Quarzit aus St. Niklaus als Terrassen-, Gehweg- und Mauerabdeckplatten

Jährlich wurden über 1'500 Tonnen Quarzitstein auf dem Gebiet der Gemeinde St. Niklaus ausgebeutet. Der Absatz des Materials gliederte sich folgt:
- Wallis 25 % (wovon regional hauptsächlich Dachplatten),
- übrige Schweiz 30 % und
- Ausland 45 %.

Die häufigsten Auslandslieferungen gingen nach Deutschland, viele aber auch nach Belgien oder in die Niederlande.
Dabei wurden von den bis zu 600 Meter langen Stollen Quarzitblöcke aus dem Felsen gesprengt. Diese schweren Steinblöcke wurden auf besonderen Rollwaggons verladen und auf Schmalspurschienen ans Tageslicht gezogen, wo sie mit Hammer und Meissel in Schichten aufgespalten wurden. Je nach Grösse und Qualität wurden die Platten sortiert. Die Platten mit einer regelmässig grünlichen und ebenen Oberfläche wurden zu Terrassenplatten, Treppenstufen, Fensterbänken usw. weiterverarbeitet, wobei bei diesem Arbeitsgang die Kanten in einem bestimmten Mass oder anhand einer Mustervorlage zugefräst wurden. Die Oberfläche der Platten blieb jeweils gespalten und wurde nicht weiterverarbeitet.
In der Neuzeit galt dieser Stein auch in der Innenausstattung als gehobene Alternative zu anderen plattenartigen, spaltrauhen Gesteinen des Alpengebiets. Der hohe Anteil von Handarbeit bei seinem Abbau war für die Arbeitsplätze am Abbauort ein stärkender Faktor. In der Schweiz stellte er ein gesuchtes Material dar, das nur in begrenzten Mengen zur Verfügung stand.
Regionale Bekanntheit erlangte zunächst der Quarzit aus der Region St. Niklaus-Embd dadurch, dass man ihn bereits seit langer Zeit für Dachbedeckungen in den umliegenden Dörfern gewann. Dazu dienten 1–4 cm starke Platten, die durch den Dachdecker auf Dachstühlen in schwerer Ausfertigung in besonderer Technik befestigt werden. Seine auffällige grüne Farbe gibt der dörflichen Dachlandschaft im Mattertal eine besondere Note, wobei nach längerer Zeit eine orangerote Flechte diese Quarzitdeckungen besiedelt.
Die Dachdeckung mit Naturstein tritt nur in wenigen europäischen Regionen auf. Zu ihrer Ausführung gehören handwerkliche Fähigkeiten und Kenntnisse, die sehr selten geworden sind. Weiterhin müssen die jeweiligen Dachstuhlkonstruktionen besondere statische Anforderungen erfüllen. Auf dem Dach eines Hauses mittlerer Grösse im Wallis können Natursteinplatten mit einer Masse von insgesamt 20 bis 30 Tonnen liegen. Aus diesem Grund sind solche Dachdeckungen ein bemerkenswertes und eher untypisches Detail von Siedlungsarchitektur. Zusätzlich gibt der helle Grünton des Quarzits aus dem Mattertal einer dörflichen Dachlandschaft ein ungewöhnliches Aussehen.
Im Wallis wird die traditionelle Anwendung von Natursteinen als Bedachungsmaterial unter denkmalpflegerischen Gesichtspunkten als Bestandteil des architekturgeschichtlichen Erbes befunden. Viele Schweizer Gemeinden achten auf den Erhalt alter Dächer dieser Art. Eine ähnliche Entwicklung ist auch im benachbarten Italien erkennbar.

### Konkurrierende Natursteine
Quarzit baute man in der Region auch an anderen Stellen ab. So gewann man bei Saas Fee ihn als Haustein, bei Bramois einen hellgrauen bis hellgrünen und grobbankigen zur Herstellung von Randsteinen, Mauerquadern und Treppenstufen. Hellgrünen und dünnplattigen Quarzit brach man ebenso in Graubünden bei Avers. Im Fextal gab es auf der Silseralp Gewinnungsarbeiten in dünnplattigen, grünlichgrauen bis blaugrauen Quarzphylliten für die Dachbedeckung.
Die Dachdeckung mit Natursteinplatten ist in den Walliser Alpen und angrenzenden Gebieten keine Seltenheit. Bereits vor langer Zeit nutzte die Bevölkerung zu diesem Zweck die regional verfügbaren Gesteine, beispielsweise Gneise (im Tessin, Zweiglimmergneise bei Eisten), Kieselschiefer (bei Sembrancher), Kieselkalkschiefer (bei Leytron), Tonschiefer (bei Salvan, Ried-Brig), Grünschiefer/Prasinite (in den Regionen Wallis, Veltlin, Aostatal) und Phyllite (bei Nendaz, Brig, Orsières, Termen, Mörel) bei entsprechender Eignung unter handwerklich-technischen Gesichtspunkten. Anwendungsbeispiele finden sich auch in den Schweizer Kantonen Graubünden und Uri.